# Кушаман
Кушаман (каз. Күшаман, до 2008 г. — Кызылотау) — аул в Мойынкумском районе Жамбылской области Казахстана. Административный центр и единственный населённый пункт Кызылотауского сельского округа. Код КАТО — 315643100.

## Население
В 1999 году население аула составляло 560 человек (276 мужчин и 284 женщины). По данным переписи 2009 года, в ауле проживало 576 человек (283 мужчины и 293 женщины).